# Кармалиновская
Кармали́новская — станица в Новоалександровском районе (городском округе) Ставропольского края России.

## Варианты названия
- Кармалинский,
- Кармолинская[2].

## География
Станица расположена в степной зоне, в верховьях бассейна реки Расшеватка.
Расстояние до краевого центра: 92 км. Расстояние до районного центра: 18 км.

## История
Станица была образована в начале XX века в результате изменения статуса и одновременного переименования хутора Кобелева. Своё название станица получила в честь наказного атамана Кубанского казачьего войска генерал-лейтенанта Н. Н. Кармалина. По другим данным образована в 1801 году.
До 24 декабря 1992 года станица входила в Присадовый сельсовет. 24 декабря 1992 года Малый Совет Ставропольского краевого Совета народных депутатов решил «Образовать в Новоалександровском районе Кармалиновский сельсовет с центром в станице Кармалиновская, выделив её из состава Присадового сельсовета этого же района».
С 2004 года и до 1 мая 2017 года станица образовывала упразднённое сельское поселение станица Кармалиновская.

## Население
| 1832  | 1855  | 1861  | 1864  | 1869  | 1876  | 1882  | 1896  | 1916  |
| ----- | ----- | ----- | ----- | ----- | ----- | ----- | ----- | ----- |
| 303   | ↗625  | ↘543  | ↗716  | ↘656  | ↗716  | ↗964  | ↗1533 | ↗2724 |
| 1989  | 2002  | 2010  | 2011  | 2012  | 2013  | 2014  | 2015  | 2016  |
| ↘1282 | ↗1524 | ↗1549 | ↘1548 | ↗1568 | ↗1576 | ↘1548 | ↘1543 | ↘1528 |
| 2017  | 2021  | 2023  |       |       |       |       |       |       |
| ↗1531 | ↘1432 | ↘1401 |       |       |       |       |       |       |

Национальный состав
По данным переписи 2002 года, 95 % населения — русские.
По итогам переписи населения 2010 года проживали следующие национальности (национальности менее 1 %, см. в сноске к строке "Другие"):
| Национальность | Численность | Процент |
| -------------- | ----------- | ------- |
| Русские        | 1450        | 93,61   |
| Украинцы       | 22          | 1,42    |
| Корейцы        | 20          | 1,29    |
| Армяне         | 19          | 1,23    |
| Другие         | 38          | 2,45    |
| Итого          | 1549        | 100,00  |

## Инфраструктура
- Сельский дом культуры[24]

## Образование
- Детский сад № 8 «Золотой петушок»[25]
- Средняя общеобразовательная школа № 8[26]

## Русская православная церковь
Храм Святителя Николая Чудотворца

## Кладбище
В 500 м восточнее станицы расположено общественное открытое кладбище площадью 22 тыс. м².

## Памятники
- Братская могила, в которой похоронены младший лейтенант и 2 советских воина, погибших в борьбе с фашистами. Январь 1943, 1953 года[29]
- Братская могила красных партизан, погибших в борьбе с белобандитами, и мирных жителей, погибших от рук фашистов[30]